# باشگاه فوتبال بالتیکا کالینینگراد
باشگاه فوتبال بالتیکا کالینینگراد (انگلیسی: FC Baltika Kaliningrad) یک باشگاه فوتبال در شهر کالینینگراددر کشور روسیه است. این باشگاه در لیگ ملی فوتبال روسیه بازی می‌کند. این باشگاه در سال ۱۹۵۴ تأسیس شده‌است. ورزشگاه کالینینگراد محل برگزاری بازی‌های خانگی این باشگاه است.